# سالفون (السياني)

تعديل مصدري - تعديل

سالفون هي إحدى قرى عزلة المجزع بمديرية السياني التابعة لمحافظة إب، بلغ تعداد سكانها 218 نسمة حسب تعداد اليمن لعام 2004. كما ان عدد السكان قد تزايد بعد مرور اخر تعداد سكاني ليكون 1090 نسمة حسب اخر احصائية يدوية تمت في 2019 عدد الذكور 512 وعدد الإناث 578 حيث توسعت القرية لصبح عدد المناطق التابعة لها كما يلي: الجرييف- الجرفة -الضيعة -احوال جمل يوجد فيها مدرسة ابتدائية اسمها مدرسة 17 يوليو 
تحدها من الشرق قرية الاجارف ومن الغرب قرية البرقة ومن الشمال قرية العدن ومن الجنوب قرية العريش.